# Авангард (Іглінський район)
Аванга́рд (рос. Авангард, башк. Авангард) — присілок у складі Іглінського району Башкортостану, Росія. Входить до складу Тавтімановської сільської ради.
Населення — 67 осіб (2010; 62 в 2002).
Національний склад:
- росіяни — 40 %
- чуваші — 40 %